# Abila Lysaniae
Abila Lysaniae (En italien : Abila di Lisania) est un siège titulaire de l'Église catholique romaine .
Il se trouve sur le territoire d'évêché antérieur de la ville antique de Suq Wadi Barada, qui se situait dans la partie phénicienne de la Syrie. Le diocèse appartenait à la province ecclésiastique de Damas.
| Évêques titulaires d'Abila Lysaniae |                               | |                   |                   |
| Ordre                               | Nom                           | Administration                                                                                                 | de                | à                 |
| 1                                   | Juan Bautista Pes Polo OCarm  | | 20 septembre 1728 |                   |
| 2                                   | John Menzies Strain           | Vicaire Apostolique du District Est (Royaume-Uni de Grande-Bretagne et d'Irlande)                              | 2 septembre 1864  | 15 mars 1878      |
| 3                                   | Alphonse-Hilarion Fraysse SM  | Vicaire apostolique de Nouvelle-Calédonie                                                                      | 6 avril 1880      | 18 septembre 1905 |
| 4e                                  | Aloys Schäfer                 | Vicaire apostolique dans les terres héréditaires saxonnes Préfet apostolique de Haute-Lusace (Empire allemand) | 4 avril 1906      | 5 septembre 1914  |
| 5                                   | Joseph Shanahan               | Vicaire apostolique du sud du Nigéria (colonie du Nigéria)                                                     | 22 avril 1920     | Décembre 1943     |
| 6e                                  | Louis Delmotte                | Ancien évêque de Tournai (Belgique)                                                                            | 8 juillet 1945    | 29 août 1957      |
| 7e                                  | Enrique Principe              | Évêque auxiliaire à Santa Fe (Argentine)                                                                       | 28 novembre 1957  | 7 octobre 1974    |
| 8ème                                | John Adel Elya BS             | Évêque auxiliaire à Newton (USA)                                                                               | 21 mars 1986      | 25 novembre 1993  |
| 9                                   | Georges Kahhalé Zouhaïraty BA | Exarque apostolique du Venezuela                                                                               | 12 octobre 1995   |                   |